# هاري إل. سيمونز
هاري إل. سيمونز (بالإنجليزية: Harry L. Symons)‏ (15 أبريل 1893، تورونتو في كندا - 17 مايو 1962، تورونتو في كندا)؛ روائي كندي.